# Villa Bloch
Villa Bloch, nota anche come villa Serra, è locata a mezza costa della salita dello Scudillo, a Napoli.
Dapprima, fu una proprietà dei Bloch poi, subì vari passaggi di proprietà e nel 1878 appartenne ad Achille Serra.

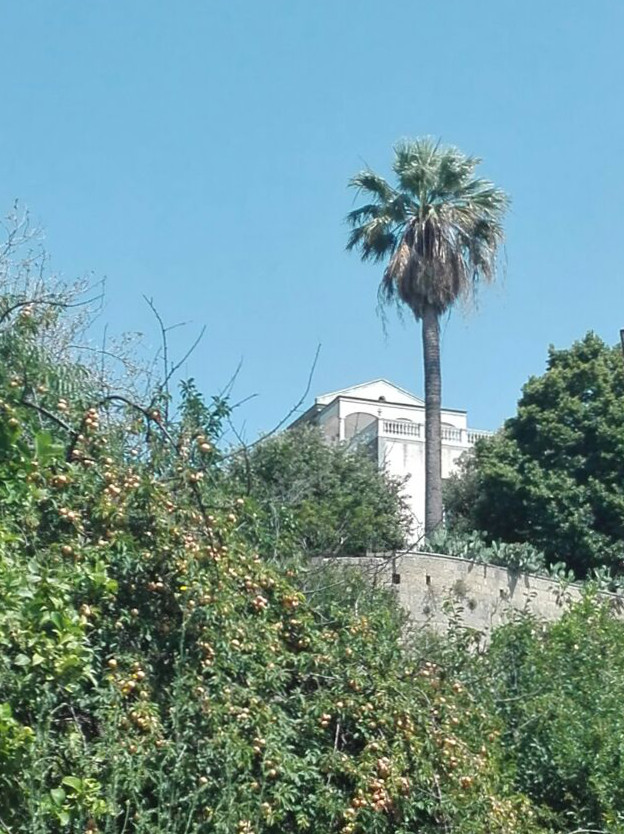
Scorcio da sud della villa

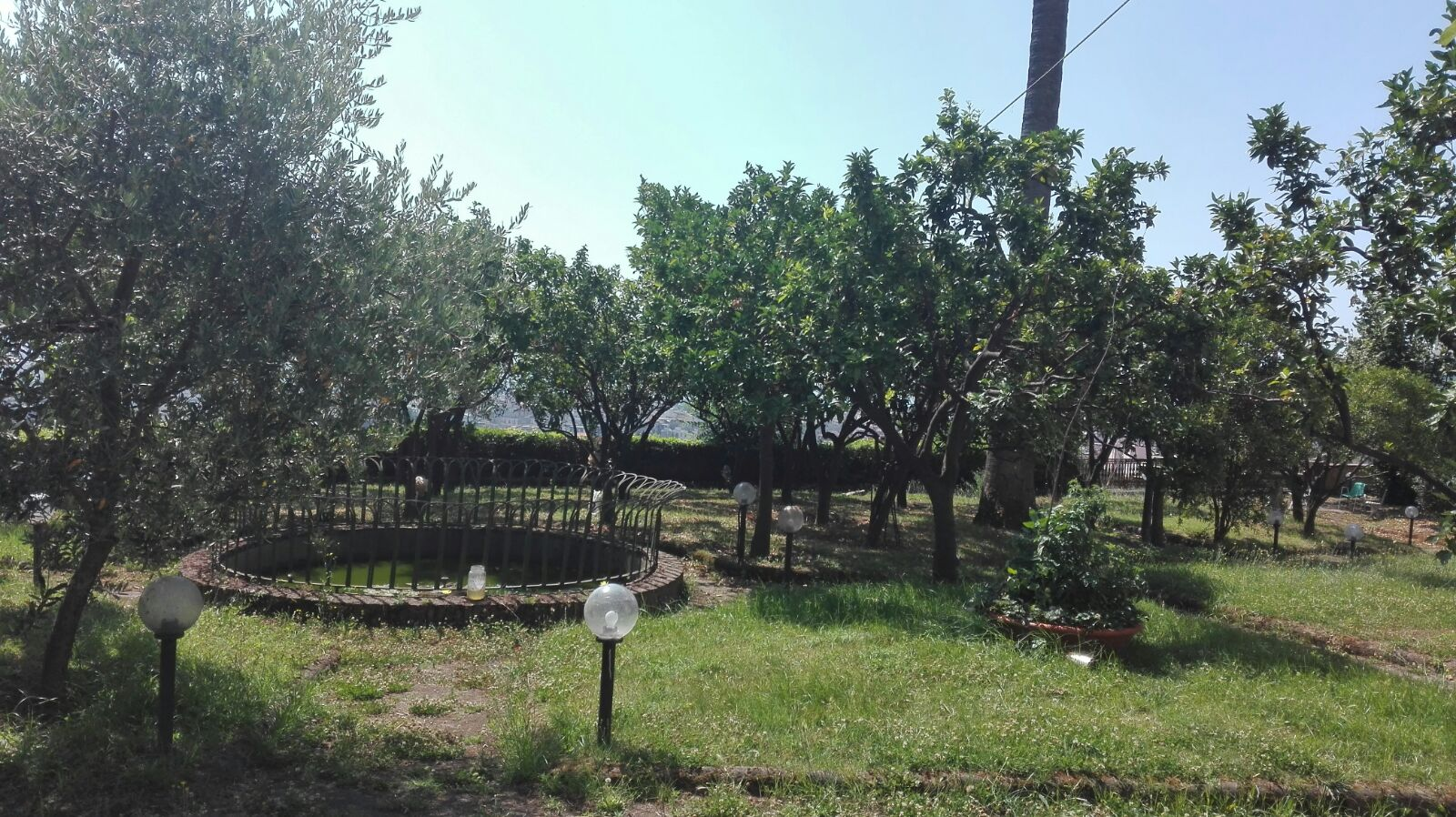
Giardini

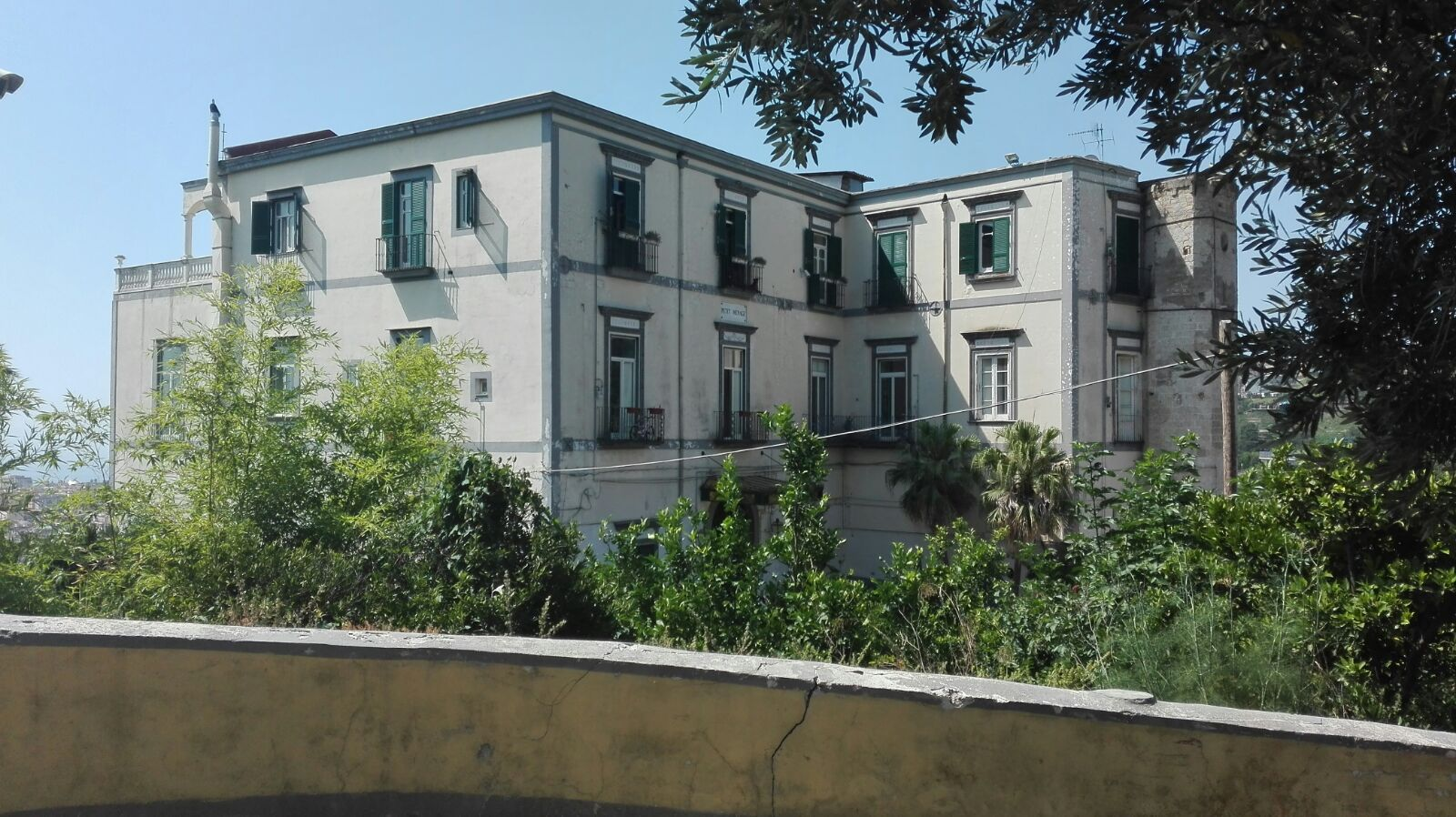
Villa Bloch vista dallo Scudillo

La struttura planimetrica è ancora quella che appare nelle carte del Duca di Noja: un vasto edificio a corte aperta verso il panorama a sud, con due strutture laterali avanzate, anche se sono state applicate anche altre trasformazioni: .
Il giardino è posto alle spalle della struttura: in posizione alquanto singolare, soprattutto se si considerano i giardini delle altre ville del luogo. La corte e le terrazze del piano nobile sono di gran valore architettonico, ma, oggi, hanno perso buona parte del loro fascino paesaggistico, poiché affacciano sulla tangenziale.